# Václav Řezáč (generál)
Generál četnictva v. v. Václav Řezáč (9. dubna 1859 Hrdlořezy u Mladé Boleslavi – 23. května 1945 Praha) byl český důstojník rakousko-uherské císařské armády, posléze pak velitel c. k. četnictva v Praze, člen odbojové organizace Maffie a posléze pak generál a první velitel nově vytvořeného Československého četnictva. Během událostí vzniku Československa 28. října 1918 se výrazně zasloužil o nezasažení četnictva proti demonstrujícím davům.

## Život
Narodil se v Hrdlořezech u Mladé Boleslavi do české rodiny. V mládí se rozhodl se pro vojenskou dráhu a byl zařazen k pluku polních myslivců v Jižním Tyrolsku. V Rakousku absolvoval kadetní školu a dosáhl důstojnické hodnosti. Roku 1887 byl přeložen k c. k. četnictvu a roku 1906 přešel na zemské četnické velitelství v Praze, kde posléze dosáhl hodnosti generála a zemského velitele četnictva.

### Po vzniku Československa
V den vyhlášení samostatného československého státu 28. října 1918 se téměř ihned postavil na stranu nové republiky a již 29. října ráno se hlásil u Dr. Josefa Scheinera a odpoledne Národnímu výboru sdělil, že dal okolo 800 shromážděným četníkům k potlačení povstání v Praze rozkaz proti převratu nezasáhnout a dal své služby k dispozici. Tím nejen napomohl celé akci, ale také zabránil násilným střetům demonstrantů s četnictvem, když jednal navzdory svým rozkazům od rakousko-uherských úřadů. V dalších dnech byl jmenován generálním velitelem četnictva, pověřeným velením četnictvu v celé ČSR, a následně zaúkolován organizací četnictva na Slovensku. Hodnost generála obdržel vůbec jako první v historii československého státu. Ve službě zůstal do roku 1920, následně pak ze zdravotních důvodů odešel do výslužby.

### Úmrtí
Václav Řezáč zemřel 23. května 1945 v Praze ve věku 86 let. Pohřben byl na Olšanských hřbitovech.